# Relaciones Alemania-Rumania
Las relaciones Alemania-Rumania comenzaron en 1880 cuando el Imperio alemán reconoció la independencia del Principado de Rumanía.
Rumanía se unió a las potencias del Eje en noviembre de 1940, pero tras el golpe de Estado del rey Miguel en agosto de 1944 cambió de bando y luchó codo con codo con los soviéticos hasta que el Ejército Rojo llegó a Berlín. Entre 1967 y 1989, Alemania invirtió aproximadamente mil millones de marcos alemanes para rescatar a los alemanes de Rumania, lo que permitió que un total de 226.654 alemanes abandonaran la Rumania comunista.

## Misiones diplomáticas

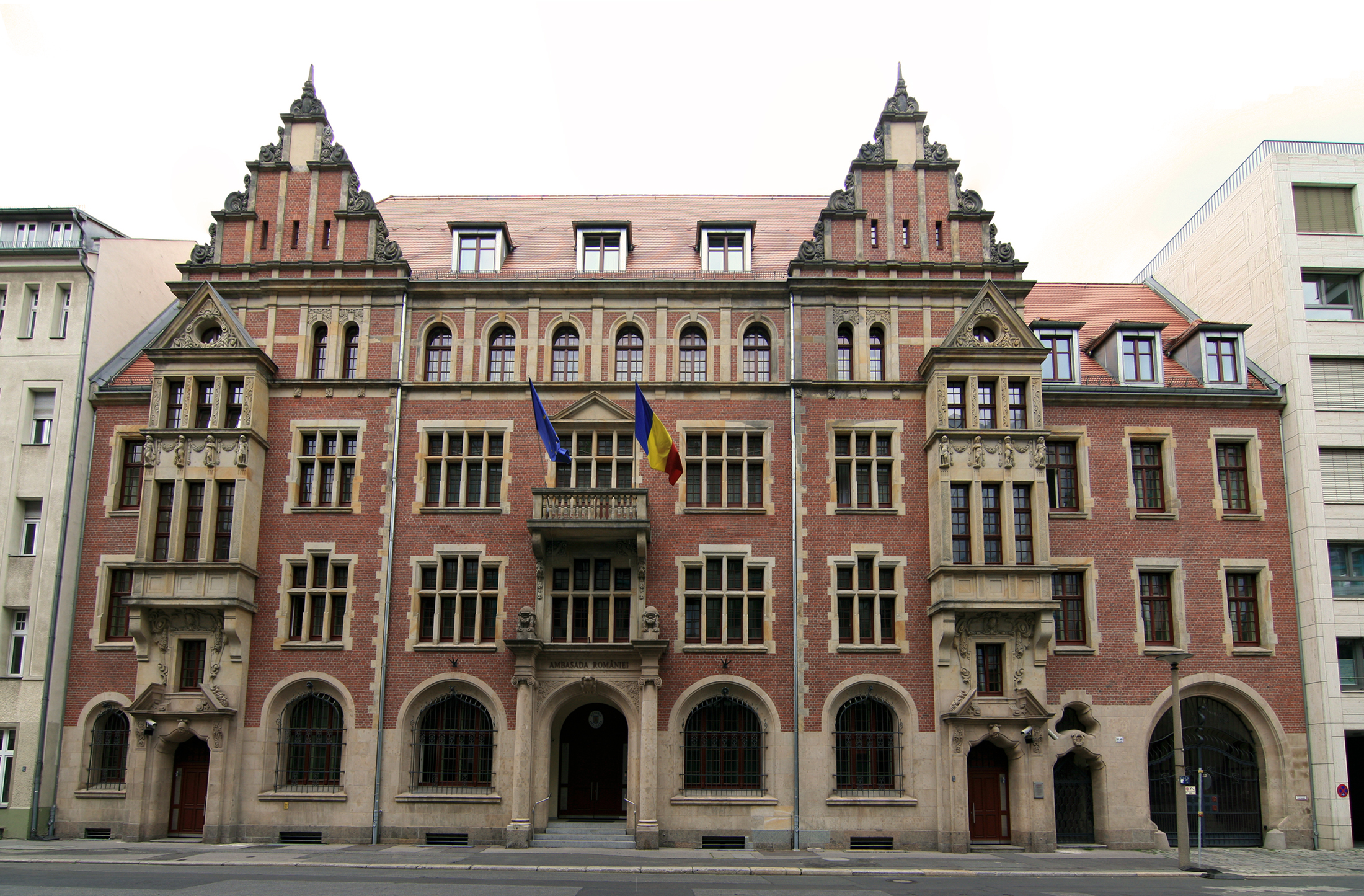
Embajada de Rumania en Berlín

Desde 2015, Alemania tiene una embajada en Bucarest, mientras que Rumania tiene una embajada en Berlín.

## Educación
Hay una escuela internacional alemana en Bucarest, Deutsche Schule Bukarest. Rumania tiene el Instituto Cultural Rumano "Titu Maiorescu" en Berlín.